# Seznam dílů seriálu Vampirina
Toto je seznam dílů seriálu Vampirina. V Česku byl seriál premiérově vysílán na stanici ČT :D.

## Přehled řad
| Řada | Díly | Premiéra v USA   | Premiéra v USA     | Premiéra v ČR   | Premiéra v ČR   |
| Řada | Díly | První díl        | Poslední díl       | První díl       | Poslední díl    |
| ---- | ---- | ---------------- | ------------------ | --------------- | --------------- |
| 1    | 25   | 1. října 2017    | 23. listopadu 2018 | 16. září 2020   | 11. října 2020  |
| 2    | 25   | 7. prosince 2018 | 10. dubna 2020     | 4. května 2022  | 28. května 2022 |
| 3    | 25   | 5. října 2020    | 28. června 2021    | 29. května 2022 | 22. června 2022 |

## Seznam dílů

### První řada (2017–2018)
| Č. v seriálu | Č. v řadě | Původní název                                               | Český název                                     | Režie                                          | Scénář                                     | Storyboard                                                   | Premiéra v USA     | Premiéra v ČR  |
| ------------ | --------- | ----------------------------------------------------------- | ----------------------------------------------- | ---------------------------------------------- | ------------------------------------------ | ------------------------------------------------------------ | ------------------ | -------------- |
| 1            | 12        | Going BattyScare B&B                                        | Upíří stěhováníSluj strašení                    | Nicky Phelan a Matt EngstromEhud Landsberg     | Chris NeeJeffrey King                      | Matt Engstrom                                                | 1. října 2017      | 16. září 2020  |
| 2            | 34        | The SleepoverPortrait of a Vampire                          | Pyžamový večírekPortrét upíra                   | Nicky PhelanMårten Jönmark                     | Chris Nee a Jeny QuineChelsea Beyl         | Charlie GrosvenorMireia Serra                                | 1. října 2017      | 17. září 2020  |
| 3            | 56        | Vee's Surprise PartyVee Goes Viral                          | Večírek s PřekvapenímHrůzotrs                   | Norton VirgienNicky Phelan                     | Jeffrey KingChelsea Beyl                   | Allan AbelardoTom Spillane                                   | 2. října 2017      | 18. září 2020  |
| 4            | 78        | The Plant PredicamentMummy Mayhem                           | Potíže s RostlinamiVzpoura Mumie                | Ehud LandsbergMårten Jönmark                   | Jennifer HamburgChelsea Beyl, Travis Braun | John Flagg, Nondas KorodimosJessica Toth                     | 6. října 2017      | 19. září 2020  |
| 5            | 910       | Little TerrorSuper Natural                                  | Trocha DěsuNadpřirozený                         | Ehud LandsbergMårten Jönmark                   | Chelsea BeylTravis Braun                   | Vitaly ShafiroyRobin French                                  | 9. října 2017      | 20. září 2020  |
| 6            | 1112      | Vamping TripThe Monster Snore                               | VampováníPříšeří Chrápání                       | Ehud LandsbergNicky Phelan                     | Jeffrey KingKarissa Valencia               | Magnus KravikTad Butler                                      | 13. října 2017     | 21. září 2020  |
| 7            | 1314      | Bone AppetitWoodchuck Woodsies                              | Dobrou ChuťSprávní Svišti                       | Ehud LandsbergMårten Jönmark                   | Chelsea Beyl, Kerri GrantKerri Grant       | Anna MargiottaNondas Korodimos                               | 16. října 2017     | 22. září 2020  |
| 8            | 1516      | Hide & ShriekThe Little Witch                               | Hra na SchovkuMalá Čarodejka                    | Ehud LandsbergMårten Jönmark                   | Travis BraunChelsea Beyl                   | Magnus KravikMireia Serra                                    | 20. října 2017     | 24. září 2020  |
| 9            | 1718      | Vampire WeekendThe Bird Who Knew Too Much                   | Upíří VíkendPták co věděl příliš mnoho          | Ehud LandsbergMårten Jönmark                   | Jeffrey KingChelsea Beyl                   | Anna MargiottaAnsgar Niebuhr                                 | 24. října 2017     | 25. září 2020  |
| 10           | 1920      | The Ghoul GirlsGame Night                                   | DémonkyNoc Her                                  | Mårten JönmarkEhud Landsberg                   | Chris NeeKerri Grant                       | Massimiliano LucaniaTobias Schwartz                          | 27. října 2017     | 26. září 2020  |
| 11           | 2122      | Oldie But a GhouldieBeast in Show                           | Staré ale ZlatéNetvor v Soutěži                 | Ehud LandsbergMårten Jönmark                   | Travis BraunMelinda LaRose                 | Mireia SerraAllan Abelardo                                   | 3. listopadu 2017  | 27. září 2020  |
| 12           | 2324      | Critters!Cuddle Monster                                     | Potvůrka!Tulidílko                              | Ehud LandsbergMårten Jönmark                   | Karissa ValenciaTravis Braun               | Charlie GrosvenorJessica Toth                                | 10. listopadu 2017 | 28. září 2020  |
| 13           | 2526      | Batty FeverPoetry Day                                       | Netopýří HorečkaDen Poezie                      | Ehud LandsbergMårten Jönmark                   | Jeffrey KingJennifer Hamburg               | Micha CohenJonathan Hashiloni                                | 17. listopadu 2017 | 29. září 2020  |
| 14           | 2728      | Nanpire The GreatTwo Heads Are Better Than One              | Nanpira NelikáDvě hlavy jsou lepší než jedna    | Ehud LandsbergMårten Jönmark                   | Jeffery KingTravis Braun                   | Jonathan HashiloniRobin French                               | 1. prosince 2017   | 30. září 2020  |
| 15           | 2930      | Vee Is for ValentineScarestitute Teacher                    | V jako ValentýnDěsu suplující Učitelka          | Mårten JönmarkEhud Landsberg                   | Chelsea BeylJeffery King                   | Kwabena SarfoWickus Cotzee                                   | 12. ledna 2018     | 1. října 2020  |
| 16           | 3132      | Look Who's Scared Now!Dust Bunnies                          | A kdopak se bojí teď!Prachový Zajíčci           | Ehud LandsbergMårten Jönmark                   | Chris Nee, Melinda LaRoseTravis Braun      | Tobias SchwartzMagnus Kravik                                 | 16. února 2018     | 2. října 2020  |
| 17           | 3334      | Vampirina BallerinaTreasure Haunters                        | Balerína VampirinaLovci Pokladů                 | Mårten JönmarkLeigh Fieldhouse, Ehud Landsberg | Chelsea BeylTravis Braun                   | Dan NosellaLeigh Fieldhouse                                  | 16. března 2018    | 3. října 2020  |
| 18           | 3536      | Mummy's DayDancelvania                                      | Den MatekTanecmánie                             | Mårten JönmarkEhud Landsberg                   | Chris Nee, Melinda LaRoseTravis Braun      | Mireia SerraJonathan Hashiloni                               | 17. dubna 2018     | 4. října 2020  |
| 19           | 3738      | Acrobat BorisThe Lemonade Stand                             | Akrobat BohdanStánek s Limonádou                | Ehud LandsbergMårten Jönmark                   | Chelsea BeylJennifer Hamburg               | Wickus Cotzee, Darren Taylor a John FlaggMassimilano Lucania | 15. června 2018    | 5. října 2020  |
| 20           | 3940      | HiccupireUncle Bigfoot                                      | Upíří ŠkytavkaStrýček Bigfut                    | Mårten JönmarkEhud Landsberg                   | Jeffrey King                               | Micha CohenAnna Margiotta                                    | 20. července 2018  | 6. října 2020  |
| 21           | 4142      | FanglessTransylvanian Tea                                   | Bez ZubůTransylvánský Čaj                       | Mårten JönmarkEhud Landsberg                   | Chris Nee, Kent RedekerKarissa Valencia    | Massimilano LucaniaCharlie Grosvenor                         | 27. července 2018  | 7. října 2020  |
| 22           | 43        | Home Scream Home                                            | Domov ječí v nás                                | Nicky Phelan                                   | Chris Nee                                  | Nondas Korodimos                                             | 3. srpna 2018      | 8. října 2020  |
| 23           | 4445      | Countess VeeFrights, Camera, Action!                        | Hraběnka VeeDěs, Kamera, Akce!                  | bude oznámeno                                  | bude oznámeno                              | bude oznámeno                                                | bude oznámeno      | 9. října 2020  |
| 24           | 4647      | HauntleyweenFrankenflower                                   | HauntleyweenFrankenkytka                        | bude oznámeno                                  | bude oznámeno                              | bude oznámeno                                                | bude oznámeno      | 10. října 2020 |
| 25           | 4849      | Nanpire and Grandpop the GreatsThere's Snow Place Like Home | Nanpira a dědeček NelikýVšude dobře doma nejlíp | bude oznámeno                                  | bude oznámeno                              | bude oznámeno                                                | bude oznámeno      | 11. října 2020 |

### Druhá řada (2018–2020)
| Č. v seriálu | Č. v řadě | Původní název                                   | Český název                       | Režie                                          | Scénář                                                           | Storyboard                               | Premiéra v USA   | Premiéra v ČR   |
| ------------ | --------- | ----------------------------------------------- | --------------------------------- | ---------------------------------------------- | ---------------------------------------------------------------- | ---------------------------------------- | ---------------- | --------------- |
| 26           | 12        | Vampire for PresidentWhere’s Wolfie?            | Upírka prezidentkouKde je Wolfík? | Mårten Jönmark a Ehud LandsbergMaeve Garvan    | Chelsea Beylnámět: Travis Braun scénář: Melinda LaRose           | Brian HatfieldWickus Cotzee              | 7. prosince 2018 | 4. května 2022  |
| 27           | 34        | The Woodsie WayTNN                              | Skautský výletStanice TNN         | Mårten Jönmark a Ehud LandsbergPete McEvoy     | Chelsea Beylnámět: Chris Nee a Travis Braun scénář: Jeffrey King | Marco PiersmaMicha Cohen a Matt Engstrom | 11. ledna 2019   | 5. května 2022  |
| 28           | 56        | Franken-WeddingBat Hair Day                     | FrankensvatbaStrašidelné vlasy    | Mårten Jönmark a Ehud LandsbergMatt Engstrom   | Travis Braun                                                     | Jose CerroJonathan Hashiloni             | 1. února 2019    | 6. května 2022  |
| 29           | 78        | Baby DragonGloomates                            | DráčekSpolubydlící                | Mårten Jönmark a Ehud LandsbergMatteo Ceccotti | Travis Braunnámět: Chris Nee scénář: Jeffrey King                | Jose GuzmanBrian Hatfield                | 22. února 2019   | 7. května 2022  |
| 30           | 910       | The Ghoul Next DoorThe Scare B & Vee            | Upír od vedleStrašidelní hosté    | Pete McEvoyLeigh Fieldhouse a Maeve Garvan     | Jeffrey KinghrJennifer Hamburg                                   | Samm LeeJose Guzman                      | 8. března 2019   | 8. května 2022  |
| 31           | 1112      | The Birthday BroomVee Takes The Court           | bude oznámeno                     | bude oznámeno                                  | bude oznámeno                                                    | bude oznámeno                            | bude oznámeno    | 9. května 2022  |
| 32           | 1314      | Scare-itage DayThe Great Egg Scramble           | bude oznámeno                     | bude oznámeno                                  | bude oznámeno                                                    | bude oznámeno                            | bude oznámeno    | 10. května 2022 |
| 33           | 1516      | Desserter MysteryMirror Mirror                  | bude oznámeno                     | bude oznámeno                                  | bude oznámeno                                                    | bude oznámeno                            | bude oznámeno    | 11. května 2022 |
| 34           | 1718      | Beach NightGregoria Takes Flight                | bude oznámeno                     | bude oznámeno                                  | bude oznámeno                                                    | bude oznámeno                            | bude oznámeno    | 12. května 2022 |
| 35           | 1920      | The Big BiteGhost Hosts                         | bude oznámeno                     | bude oznámeno                                  | bude oznámeno                                                    | bude oznámeno                            | bude oznámeno    | 13. května 2022 |
| 36           | 2122      | The Boo Boys Are BackPixie Problem              | bude oznámeno                     | bude oznámeno                                  | bude oznámeno                                                    | bude oznámeno                            | bude oznámeno    | 14. května 2022 |
| 37           | 2324      | Face the MusicFright at the Museum              | bude oznámeno                     | bude oznámeno                                  | bude oznámeno                                                    | bude oznámeno                            | bude oznámeno    | 15. května 2022 |
| 38           | 2526      | Vamp-iversaryThe Wolf Boy                       | bude oznámeno                     | bude oznámeno                                  | bude oznámeno                                                    | bude oznámeno                            | bude oznámeno    | 16. května 2022 |
| 39           | 2728      | Bat Got Your TongueThe Haunted Theater          | bude oznámeno                     | bude oznámeno                                  | bude oznámeno                                                    | bude oznámeno                            | bude oznámeno    | 17. května 2022 |
| 40           | 2930      | Trick or TreatersPlay It Again Vee              | bude oznámeno                     | bude oznámeno                                  | bude oznámeno                                                    | bude oznámeno                            | bude oznámeno    | 18. května 2022 |
| 41           | 3132      | Jumping Jack-o-LanternsFreeze Our Guest         | bude oznámeno                     | bude oznámeno                                  | bude oznámeno                                                    | bude oznámeno                            | bude oznámeno    | 19. května 2022 |
| 42           | 3334      | The Vamp-OperaThis Haunted House Is Closed      | bude oznámeno                     | bude oznámeno                                  | bude oznámeno                                                    | bude oznámeno                            | bude oznámeno    | 20. května 2022 |
| 43           | 3536      | Dia de los Muertos (Day of the Dead)As You Wish | bude oznámeno                     | bude oznámeno                                  | bude oznámeno                                                    | bude oznámeno                            | bude oznámeno    | 21. května 2022 |
| 44           | 3738      | The Scare CouncilTaking Scare of Business       | bude oznámeno                     | bude oznámeno                                  | bude oznámeno                                                    | bude oznámeno                            | bude oznámeno    | 22. května 2022 |
| 45           | 3940      | Hauntley GirlsThe Not So Haunted House          | bude oznámeno                     | bude oznámeno                                  | bude oznámeno                                                    | bude oznámeno                            | bude oznámeno    | 23. května 2022 |
| 46           | 4142      | A Gargoyle CarolDeliver-eeek!                   | bude oznámeno                     | bude oznámeno                                  | bude oznámeno                                                    | bude oznámeno                            | bude oznámeno    | 24. května 2022 |
| 47           | 4344      | The Great EsmeraldaFrog's Breath                | bude oznámeno                     | bude oznámeno                                  | bude oznámeno                                                    | bude oznámeno                            | bude oznámeno    | 25. května 2022 |
| 48           | 4546      | Oh BrotherThe Search for Bigfoot                | bude oznámeno                     | bude oznámeno                                  | bude oznámeno                                                    | bude oznámeno                            | bude oznámeno    | 26. května 2022 |
| 49           | 4748      | Au Revoir RemyThe School Scare Fair             | bude oznámeno                     | bude oznámeno                                  | bude oznámeno                                                    | bude oznámeno                            | bude oznámeno    | 27. května 2022 |
| 50           | 49        | Ghoul Guides Save the Day!                      | bude oznámeno                     | bude oznámeno                                  | bude oznámeno                                                    | bude oznámeno                            | bude oznámeno    | 28. května 2022 |

### Třetí řada (2020–2021)
| Č. v seriálu | Č. v řadě | Původní název                                         | Český název   | Režie         | Scénář        | Storyboard    | Premiéra v USA     | Premiéra v ČR |
| ------------ | --------- | ----------------------------------------------------- | ------------- | ------------- | ------------- | ------------- | ------------------ | ------------- |
| 51           | 12        | Weekly NormalnessVampire's Luck                       | bude oznámeno | bude oznámeno | bude oznámeno | bude oznámeno | 5. října 2020      | bude oznámeno |
| 52           | 34        | A Key for VeeArt Galler-eek!                          | bude oznámeno | bude oznámeno | bude oznámeno | bude oznámeno | 6. října 2020      | bude oznámeno |
| 53           | 56        | A Ghoulish TourTraining Wings                         | bude oznámeno | bude oznámeno | bude oznámeno | bude oznámeno | 7. října 2020      | bude oznámeno |
| 54           | 78        | Nosy's Day InSincerely, Blobby                        | bude oznámeno | bude oznámeno | bude oznámeno | bude oznámeno | 8. října 2020      | bude oznámeno |
| 55           | 910       | Double Double Halloween TroubleThe Creepover          | bude oznámeno | bude oznámeno | bude oznámeno | bude oznámeno | 9. října 2020      | bude oznámeno |
| 56           | 1112      | Phantom of the AuditoriumMemoreek!                    | bude oznámeno | bude oznámeno | bude oznámeno | bude oznámeno | 12. října 2020     | bude oznámeno |
| 57           | 1314      | Weekend with Grandpop!Haunted House Call              | bude oznámeno | bude oznámeno | bude oznámeno | bude oznámeno | 13. října 2020     | bude oznámeno |
| 58           | 1516      | The Critter FairMirror Monster                        | bude oznámeno | bude oznámeno | bude oznámeno | bude oznámeno | 14. října 2020     | bude oznámeno |
| 59           | 1718      | Bust FriendsThe Invisible Fan                         | bude oznámeno | bude oznámeno | bude oznámeno | bude oznámeno | 15. října 2020     | bude oznámeno |
| 60           | 1920      | Remy's RecipeVampire Chaperone                        | bude oznámeno | bude oznámeno | bude oznámeno | bude oznámeno | 16. října 2020     | bude oznámeno |
| 61           | 2122      | Fang Ten!Science Rocks                                | bude oznámeno | bude oznámeno | bude oznámeno | bude oznámeno | 19. října 2020     | bude oznámeno |
| 62           | 2324      | Aw, ShucksFamily Scareloom                            | bude oznámeno | bude oznámeno | bude oznámeno | bude oznámeno | 20. října 2020     | bude oznámeno |
| 63           | 2526      | Chrysalis AmissBringing Down the House                | bude oznámeno | bude oznámeno | bude oznámeno | bude oznámeno | 21. října 2020     | bude oznámeno |
| 64           | 2728      | Bat to the FutureGregoria Gets Down!                  | bude oznámeno | bude oznámeno | bude oznámeno | bude oznámeno | 22. října 2020     | bude oznámeno |
| 65           | 2930      | Vee and the Family StoneTwin Trouble                  | bude oznámeno | bude oznámeno | bude oznámeno | bude oznámeno | 23. října 2020     | bude oznámeno |
| 66           | 3132      | Bora the BansheeA Tale of Two Hollows                 | bude oznámeno | bude oznámeno | bude oznámeno | bude oznámeno | 25. října 2020     | bude oznámeno |
| 67           | 3334      | The Fright Before ChristmasScared Snowman             | bude oznámeno | bude oznámeno | bude oznámeno | bude oznámeno | 30. listopadu 2020 | bude oznámeno |
| 68           | 3536      | New Century's EveBridget The Brave                    | bude oznámeno | bude oznámeno | bude oznámeno | bude oznámeno | 14. prosince 2020  | bude oznámeno |
| 69           | 3738      | Hauntley Home MoviesLittle Drummer Girl               | bude oznámeno | bude oznámeno | bude oznámeno | bude oznámeno | 25. ledna 2021     | bude oznámeno |
| 70           | 3940      | The Magic HowlEdgar The Ghoul Girl                    | bude oznámeno | bude oznámeno | bude oznámeno | bude oznámeno | 22. února 2021     | bude oznámeno |
| 71           | 4142      | April Ghoul's DayMonster's New Bed                    | bude oznámeno | bude oznámeno | bude oznámeno | bude oznámeno | 22. března 2021    | bude oznámeno |
| 72           | 4344      | Making a SplashThe Spelling Vee                       | bude oznámeno | bude oznámeno | bude oznámeno | bude oznámeno | 5. dubna 2021      | bude oznámeno |
| 73           | 4546      | The Curious Case of the GigglesInternational Treasure | bude oznámeno | bude oznámeno | bude oznámeno | bude oznámeno | 19. dubna 2021     | bude oznámeno |
| 74           | 4748      | Daddy's Little GhoulChef Remy's Green Thumb           | bude oznámeno | bude oznámeno | bude oznámeno | bude oznámeno | 14. června 2021    | bude oznámeno |
| 75           | 49        | Home is Where the Hauntleys Are                       | bude oznámeno | bude oznámeno | bude oznámeno | bude oznámeno | 28. června 2021    | bude oznámeno |